# 864
Раннє Середньовіччя •  Епоха вікінгів •  Золота доба ісламу •  Реконкіста

## Геополітична ситуація
У Східній Римській імперії триває правління Михаїла III. Володіння Каролінгів розділені на 4 королівства: Західно-Франкське королівство, Східно-франкське королівство, Лотарингію, Італію. Північ Італії належить Італійському королівству, Рим і Равенна під управлінням Папи Римського, герцогства на південь від Римської області незалежні, деякі області на півночі та на півдні належать Візантії. Піренейський півострів, окрім Королівства Астурія та Іспанської марки, займає Кордовський емірат. Вессекс підпорядкував собі більшу частину Англії, почалося вторгнення данів. Існують слов'янські держави: Перше Болгарське царство, Велика Моравія, Блатенське князівство.
Аббасидський халіфат очолює аль-Мустаїн. У Китаї править династія Тан. Значними державами Індії є Пала, Пратіхара, Чола. В Японії триває період Хей'ан. Хозарський каганат підпорядкував собі кочові народи на великій степовій території між Азовським морем та Аралом. Територію на північ від Китаю захопили єнісейські киргизи.
На території лісостепової України в IX столітті літописці згадують слов'янські племена білих хорватів, бужан, волинян, деревлян, дулібів, полян, сіверян, тиверців, уличів. У Північному Причорномор'ї співіснують різні кочові племена, зокрема булгари, хозари, алани, тюрки, угри, кримські готи. Херсонес Таврійський належить Візантії. У Києві правлять Аскольд і Дір.

## Події
- Прийняття болгарським народом на чолі з ханом Борисом I Михайлом християнства як офіційної релігії.
- Король Астурії Альфонсо III відбив у маврів місто Порту. Пряме мусульманське правління в ньому завершилося.
- У Табаристані Гасан ібн Зейд заснував зейдитський емірат.
- Людовик II Німецький взяв в облогу замок Девін у Великій Моравії, намагаючись підкорити князя Ростислава. Франкам допомагали війська болгарського князя Бориса I. Як наслідок, Ростислав змушений був визнати франкський сюзеренітет, а також відмовитися від літургії слов'янською мовою.
- Візантійські війська василевса Михаїла III напали на болгарські землі, князь Борис змушений відмовитися від союзу з Людовиком II Німецьким.
- Король Італії та імператор Людовик II пішов у похід на Рим, щоб змусити Папу дати розлучення своєму брату Лотару II, однак захворів, розцінив хворобу як знак небес і примирився з понтифіком.
- Вікінги й далі грабували Західне Франкське королівство. В Аквітанії їх найняв Піпін II, намагаючись повернути собі трон. Він взяв в облогу Тулузу, але все ж не зміг захопити місто. Він відступив, але незабаром його захопив у полон граф Пуатьє Рамнульф, на чому його боротьба за спадок свого батька завершилася.

## Народились
- Симеон I Великий